# Grand Union Canal
Grand Union Canal är navigeringskanaler i kommunen Milton Keynes i Storbritannien. De ligger i grevskapet Buckinghamshire och riksdelen England, i den södra delen av landet, 70 km nordväst om huvudstaden London.